# Gonyosoma margaritatum
Espèce
Synonymes
- Gonyophis margaritatus (Peters, 1871)

Statut de conservation UICN

 LC  : Préoccupation mineure
Gonyosoma margaritatum est une espèce de serpents de la famille des Colubridae.

## Répartition
Cette espèce se rencontre :
- en Malaisie péninsulaire et au Sarawak ;
- à Singapour.

Selon l'UICN, elle occupe toute l'île de Bornéo.

## Description
Dans sa description Peters indique que le spécimen en sa possession mesure 153 cm dont 37 cm pour la queue.

## Publication originale
- Peters, 1871 : Über neue Reptilien aus Ostafrika und Sarawak (Borneo), vorzüglich aus der Sammlung des Hrn. Marquis J. Doria zu Genua. Monatsberichte der Königlichen Akademie der Wissenschaften zu Berlin, vol. 1871, p. 566-581 (texte intégral).